# Alameda Central
Alameda Central je městský park v mexické metropoli Ciudad de México. Nachází se ve čtvrti Cuauhtémoc poblíž Paláce umění. Má rozměry 450 metrů na délku a 200 metrů na šířku. 
Je nejstarším veřejně přístupným parkem na celém americkém kontinentu. Založil ho v roce 1592 místokrál Luis de Velasco po vzoru sevillského parku Alameda de Hércules. Vznikl na místě aztéckého tržiště a byly zde vysazeny topoly, jejichž španělský název álamo dal parku jméno, i když později zde převládly jasany a cypřiše.
Nachází se zde pět fontán s mytologickými výjevy. Pomník Benita Juáreze zvaný Hemiciclo a Juárez byl vytvořen v neoklasicistním stylu roku 1910. Socha Ludwiga van Beethovena od Theodora von Gosena je darem mexických Němců ke stému výročí skladatelova úmrtí. V parku jsou k vidění také dvě sochy gladiátorů, které vytvořil José María Labastida. Autorem alegorické skulptury Malgré Tout (Všemu navzdory) je Jesús Fructuoso Contreras. Na svých obrazech park zachytili malíři Nicolás Enríquez, Diego Rivera a Manuel Rodríguez Lozano.
Západní část parku byla známa jako El Quemadero, neboť zde byly upalovány oběti inkvizice. Koncem osmnáctého století nechal park rozšířit vicekrál Carlos Francisco de Croix. Generál Antonio López de Santa Anna na oslavu svého návratu z exilu v roce 1846 nařídil, aby ve všech fontánách v parku tekl alkohol. V roce 1868 bylo zavedeno plynové osvětlení, které v roce 1892 nahradila elektřina. Pro návštěvníky parku byl také postaven hudební pavilon. V roce 2012 proběhla rekonstrukce parku, při níž byly obnoveny cesty a vysazeny nové dřeviny. Po jeho znovuotevření magistrát zakázal pouliční prodej na území Alamedy Central, což vedlo k násilným konfliktů mezi obchodníky a policií.